# Gare de l'aéroport de Narita Terminal 1
La gare de l'aéroport de Narita Terminal 1 (成田空港駅, Narita Kūkō eki) est une gare ferroviaire terminus située à Narita, dans la préfecture de Chiba au Japon. Elle dessert le terminal 1 de l'aéroport international de Narita. La gare est gérée par les compagnies JR East et Keisei.

## Situation ferroviaire
La gare de l'aéroport de Narita Terminal 1 marque la fin des lignes principale Keisei, Keisei Aéroport de Narita et de la branche aéroport de Narita de la ligne Narita.

## Histoire
La gare a été inaugurée le 19 mars 1991.

## Services aux voyageurs

### Accès et accueil
La gare située en souterrain dispose de guichets et des automates pour l'achat de titres de transport. Elle est ouverte tous les jours.

### Desserte

#### JR East
- Ligne Narita :
  - voie 1 : direction Tokyo, Yokohama et Shinjuku (services Narita Express)
  - voie 2 : direction Narita, Chiba et Tokyo

#### Keisei
- Ligne Keisei Aéroport de Narita :
  - voie 1 : direction Oshiage (interconnexion avec la ligne Asakusa pour Shinagawa et Aéroport de Haneda), Nippori et Keisei Ueno
  - voies 4 et 5 : direction Nippori et Keisei Ueno (services Skyliner)
- Ligne principale Keisei :
  - voies 2 et 3 : direction Keisei Narita, Oshiage (interconnexion avec la ligne Asakusa pour Shimbashi et Aéroport de Haneda), Nippori et Keisei Ueno